# Ewa Pakulska
Ewa Pakulska (ur. 11 stycznia 1954, zm. 23 kwietnia 1999) – polska montażystka filmowa. 
Laureatka nagrody za montaż filmu Śmierć dziecioroba na Festiwalu Polskich Filmów Fabularnych w Gdyni w 1991 oraz pośmiertnie Polskiej Nagrody Filmowej, Orzeł w 1999 za montaż filmu Historia kina w Popielawach. Córka montażysty Romana Kolskiego, siostra reżysera Jana Jakuba Kolskiego. 

## Filmografia
montaż:
- Sny i marzenia (1983)
- Lubię nietoperze (1985)
- Kogel-mogel (1988)
- Galimatias czyli kogel-mogel II (1989)
- Chce mi się wyć (1989)
- Śmierć dziecioroba (1990)
- Pogrzeb kartofla (1990)
- Pograbek (1992)
- Jańcio Wodnik (1993)
- Miasto prywatne (1994)
- Cudowne miejsce (1994)
- Szabla od komendanta (1995)
- Grający z talerza (1995)
- Gniew (1998)
- Historia kina w Popielawach (1998)
- Krugerandy (1999)